# Kamienica Konopniców w Lublinie

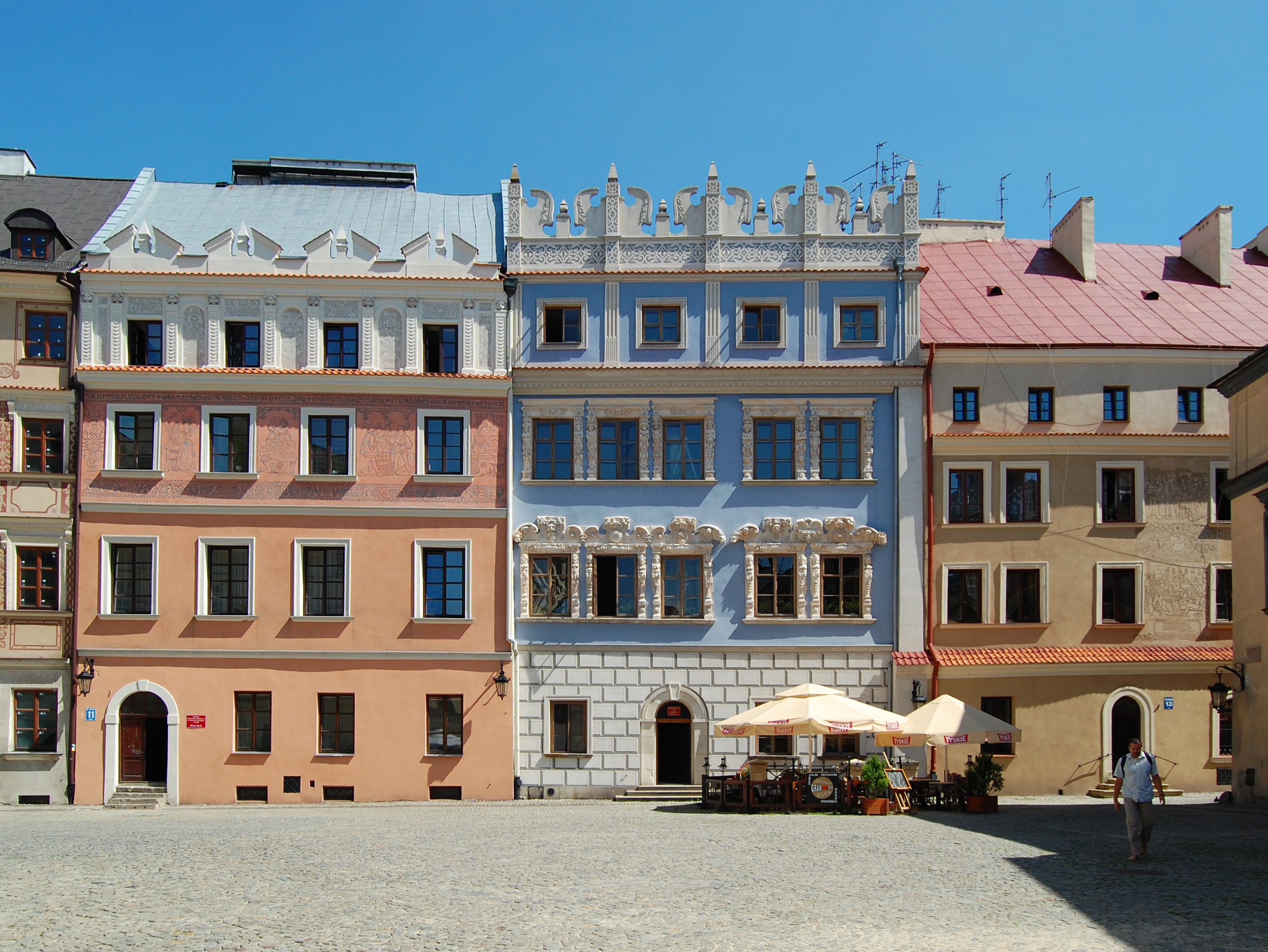
Rynek Starego Miasta w Lublinie, w środku kamienica Konopniców

Kamienica Konopniców – kamienica na lubelskim Starym Mieście. Wśród licznych kamienic na Rynku staromiejskim ta wyróżnia się najbardziej i jest jedną z najładniejszych kamienic w Lublinie. Zachwyca swoim kolorem, zdobieniami. Na jej wyjątkowość wpływa fakt, że jej fasada jako jedynej została pokryta manierystycznymi płaskorzeźbami.

## Wystrój
Swój obecny wygląd kamienica zyskała, gdy została odremontowana po pożarze, który zniszczył większą część zabudowań Starego Miasta. Było to w roku 1575. Przebudowano ją wówczas w stylu manierystycznym.
Kamienne zdobienia są kute w wapieniu. Przeważają w nich motywy roślinne, dostrzec można bajkowe głowy smoków. Nad oknami pierwszego piętra widnieją portrety Sebastiana Konopnicy i jego żony Katarzyny – właścicieli kamienicy, którzy ufundowali jej przebudowę po pożarze.
Trzecie piętro oraz attyka zostały odbudowane w latach 1938–1939, na miejscu tych, które zdobiły kamienicę po połowy XIX wieku.

## Historia
Zanim kamienica stała się własnością rodu Konopniców, od którego otrzymała swoją nazwę, była w posiadaniu wielu rodzin. Wśród jej właścicieli był rajca miejski Andrzej Sadurka, kupiec i burmistrz Jan Domarat. Następnie kamienica przeszła w ręce rodziny Kretków. Po nich poprzez Katarzynę Kretkównę właścicielami kamienicy zostali Konopnice. Katarzyna wyszła bowiem za mąż za Sebastiana Konopnicę i w wianie podarowała mu ten budynek. To właśnie tej parze zawdzięcza od swój obecny wygląd.
Przez długi czas kamienica była w kolorze szarym. Jednak kiedy w roku 2004 rozpoczęto jej remont, odkryta została jej pierwotna barwa. Postanowiono wrócić do tego koloru. Dzięki tej decyzji kamienicę Konopniców bardzo łatwo odróżnić od innych kamienic Rynku. Tylko ona ma tak żywy lazurowy kolor. Wyróżnia się nie tylko płaskorzeźbami, ale też barwą.